# Nahirqo
Titre
Reine de Koush
Nahirqo est le nom attribué à une candace, souveraine du royaume de Koush dans la Nubie antique, l'actuel Soudan. Elle est enterrée dans la pyramide Beg N. 11 à Méroé. Nahirqo est la première femme connue à avoir dirigé le royaume de Koush. Elle règne au milieu du IIe siècle av. J.-C. Avant son propre règne, Nahirqo a peut-être été la reine consort du roi Adikhalamani, mais aucune preuve concrète ne prouve cette hypothèse.
Le nom de Shanakdakhete a été auparavant attribué à cette reine, bien que des réévaluations ont démontré que Shanakdakhete a régné beaucoup plus tard, autour de la première moitié du premier siècle après J.-C.

## Sources et chronologie

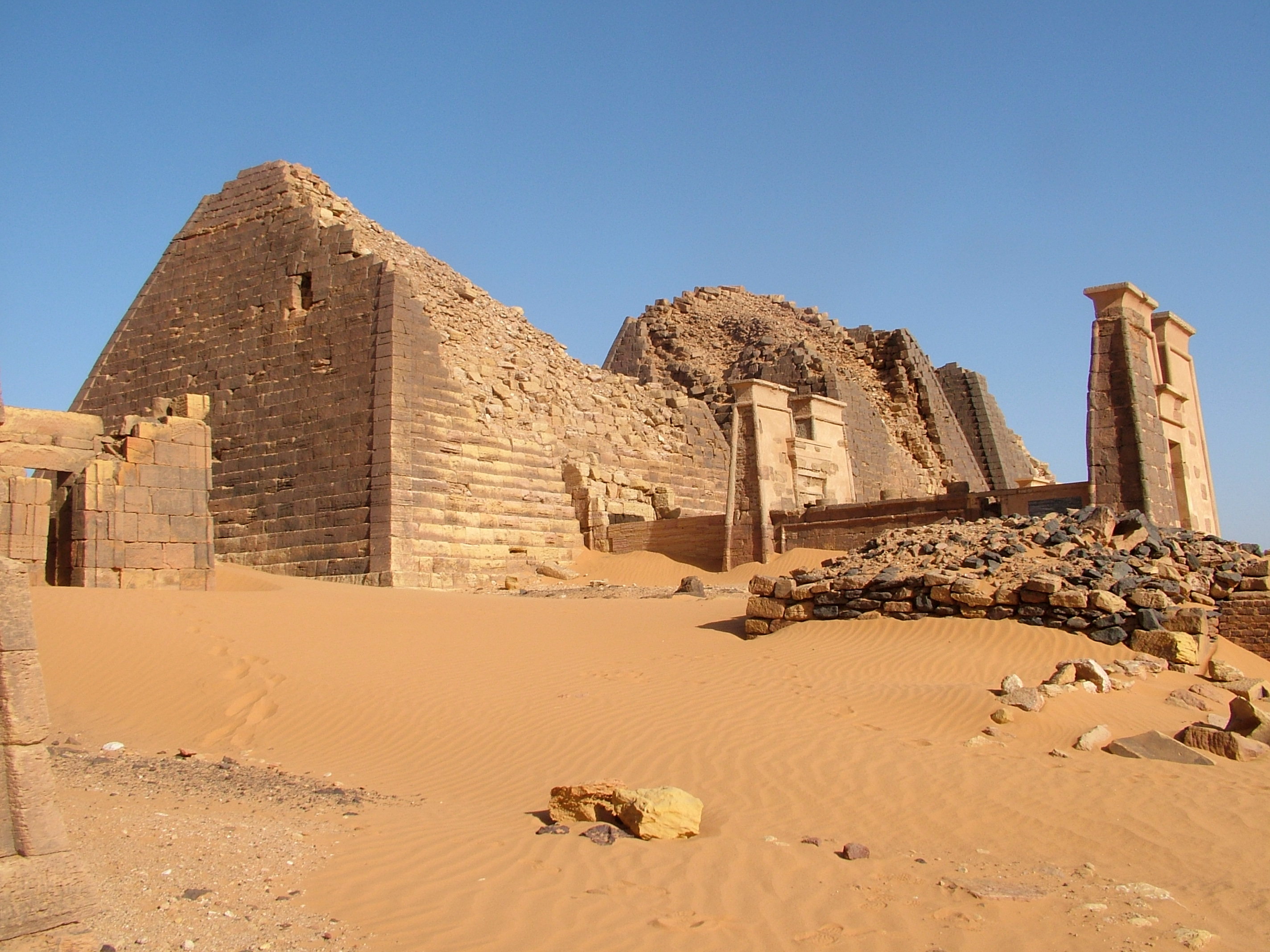
Pyramide Beg. N 11 à Méroé

Le nom de Nahirqo est attesté dans la pyramide Beg. N 8 à Méroé ; cette pyramide appartient à un roi dont le nom est partiellement conservé comme (...)mr(...)t. Ce roi a pu être identifié avec Adikhalamani, qui est également attesté dans les inscriptions du temple d'Isis. Nahirqo est donc probablement l'épouse d'Adikhalamani.
La pyramide Meg. N 11 à Méroé ne conserve pas le nom du souverain enterré, même si son iconographie identifie le tombeau comme celui d'une femme monarque. Le dernier roi Tanyidamani est conventionnellement identifié comme le fils d'Adikhalamani. Tanyidamani est représenté dans la pyramide Beg. N 11 (nommé ici « T[ne]yi ») comme exécutant des rituels pour sa mère, cela suggère que la reine enterrée là-bas est l'épouse d'Adikhalamani et donc Nahirqo. Nahirqo est également identifié comme une une reine koushite représentée sur une double statue, et qui provient probablement d'un temple à Méroé.
Le successeur direct d'Adikhalamani sur le trône koushite est probablement Tabirqo, enterré dans la pyramide Beg. N 9, qui est mal connu et a de grande chance d'être décédé prématurément. Il est possible que Nahirqo a pu accéder au trône soit au nom d'un autre héritier trop jeune pour régner, soit qu'elle soit devenue reine régnante en raison de la mort prématurée de Tabirqo. Le règne de Nahirqo est daté du milieu du IIe siècle av. J.-C. Les détails iconographiques de la pyramide Beg. N 11 suggère qu'elle a pu régner vers 145 av. J.-C., elle est ainsi la contemporaine du roi égyptien Ptolémée VIII.

## Iconographie
L'iconographie utilisée dans la pyramide Beg. N 11 et la double statue attribuée à Nahirqo représentent une femme portant la tenue royale et la couronne, réservées généralement aux rois. Dans un relief en contrebas du tombeau, la reine est représentée portant des vêtements et des bijoux ornés, et assise sur un siège royal en forme de lion, dont la main gauche levée et la main droite agrippe une lance et une branche de palmier. Le tombeau contient également des reliefs d'hommes tenant des flèches, un motif funéraire méroïtique que l'on retrouve également dans d'autres pyramides.
La double statue associe Nahirqo et juste à ses côtés une statue masculine non identifié,, qui a un bras levé placé derrière la couronne de la reine. L'homme est représenté comme étant tout aussi grand et vraisemblablement possède un statut royal. Il est probablement un membre non dirigeant de la maison royale, comme en témoigne son costume plus modeste et son simple diadème. Il est possible que la statue soit interprétée comme témoignant d'une transmission de pouvoir, désignant l'homme (peut-être un prince) comme futur héritier du trône. Les Fontes Historiae Nubiorum proposent une interprétation alternative, elles suggèrent que l'homme est un ancien prince héritier décédé avant de devenir roi et dont les droits ont ensuite été défendus par la reine Nahirqo.

## Galerie

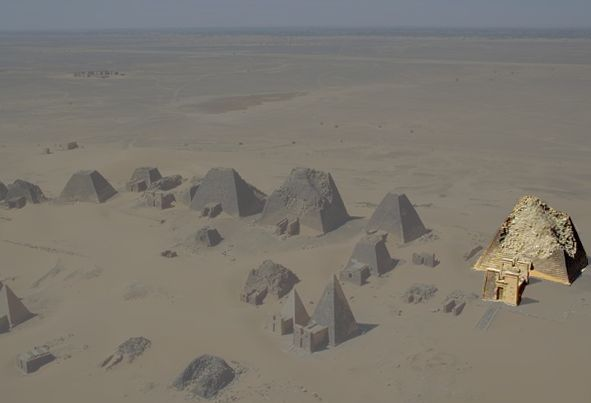
Pyramide Beg. N 11 par rapport aux pyramides voisines
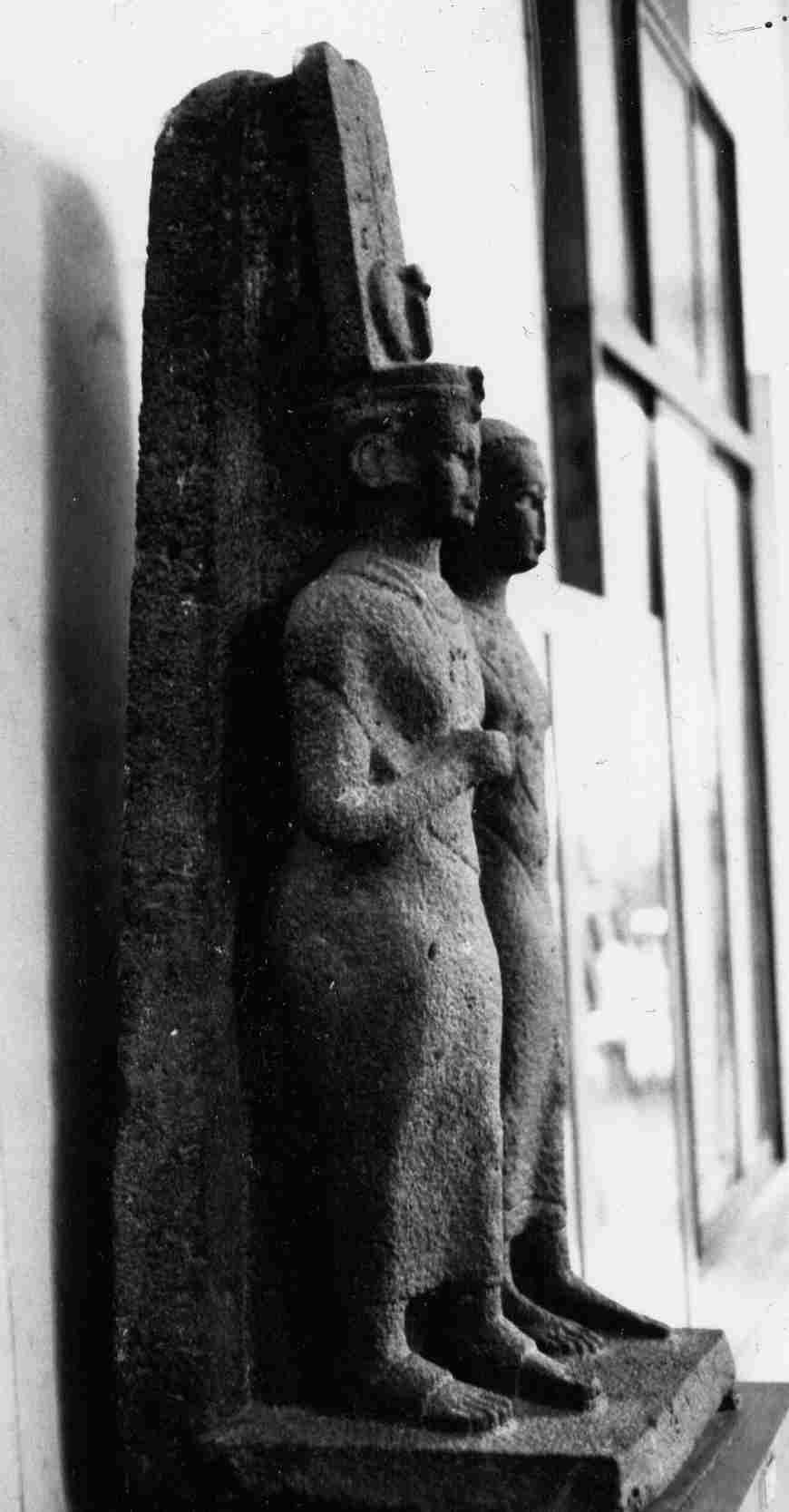
Vue de la statue double
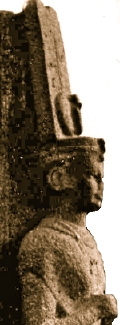
Gros plan de la statue
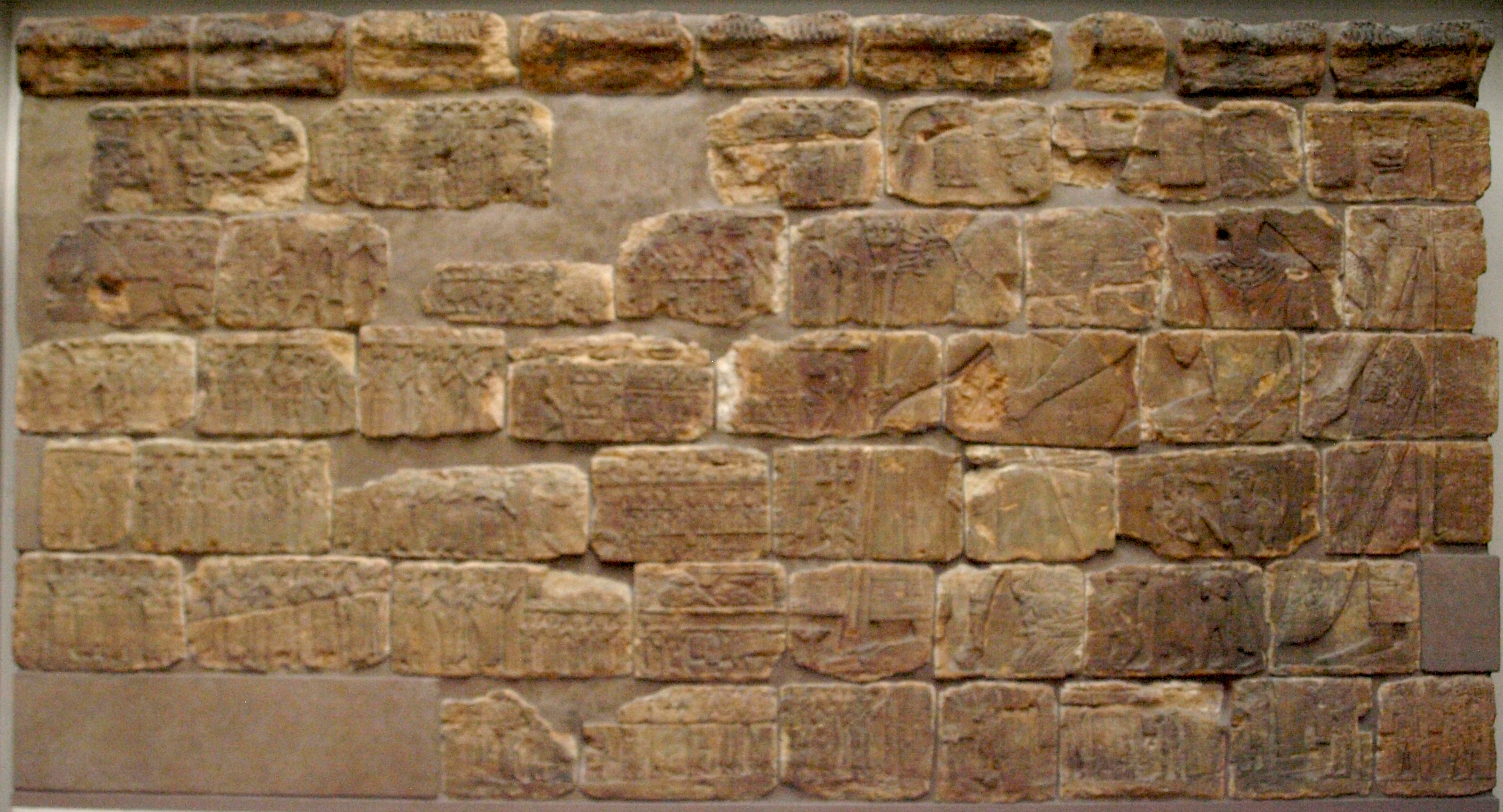
Relief sur le mur de la chapelle funéraire de Beg. N°11
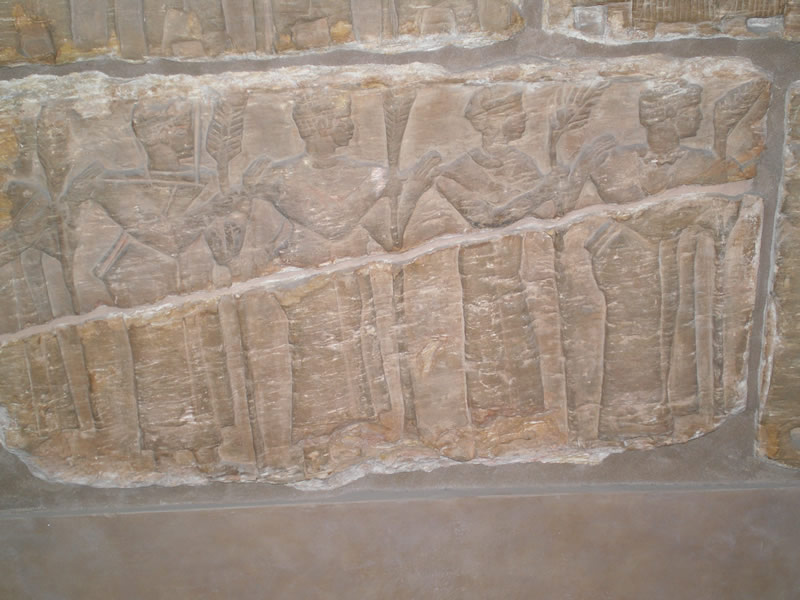
Décoration murale à Beg. N°11

## Source
- (en) Cet article est partiellement ou en totalité issu de l’article de Wikipédia en anglais intitulé « Nahirqo » (voir la liste des auteurs).